# Uwu Lena
Uwu Lena é uma banda alemã de oito membros de Münster. Por ocasião da Copa do Mundo em 2010, ela gravou o single "Schland o Schland" uma Versão cover da canção do Festival Eurovisão da Canção 2010 Satellite de Lena Meyer-Landrut o que os lançou como um sucesso de vendas na Alemanha.

## História
O nome do grupo, "Uwu Lena" é um combinação, formada pelas palavras de Uwe Seeler, Vuvuzela e Lena. O grupo é composto principalmente por estudantes de Münster. Além de Christian Landgraf, o escritor de "Schland o Schland", a banda inclui Timo Buehring, Gaschütz Nikolai, Sören Glück, Jötten John, Robert Krotoszynski, Landgraf Matthias e Schefers Moritz. Mesmo antes do surgimento de Schland o Schland a banda fez muitas vezes músicas juntos, mas sem intenções de prosseguir comercialmente. A publicação da música, pouco antes da Copa do Mundo foi, de acordo com Johannes Jötten, coincidência, pois a canção, na verdade, só foi concebida como uma brincadeira para amigos e conhecidos.
Em sequência da publicação de Schland o Schland pela Universal Music a banda Uwu Lena apareceu em alguns eventos e programas de televisão, incluindo na ZDF-Fernsehgarten em 20 de junho de 2010.

## Discografia
- Schland o Schland (single) 2010 (Universal B003S9W698)